# Творожный сырок
Творо́жный сыро́к или глазиро́ванный сыро́к (полное название: глазированный шоколадом творожный сырок) — торговое наименование молочных продуктов, порционного кисломолочного продукта из творога с добавлением сахара, соли, сливочного масла, сухофруктов, ванилина и других добавок. Продукт часто покрывается продуктами шоколадного производства; реализуется охлаждённым.

## Описание
Масса сырка составляет от 40 до 250 граммов. Его длина может быть 7—10 и более сантиметров.
Глазированные сырки наиболее популярны в странах СНГ, в странах Балтии, в Венгрии (под названием «Туро Руди»).
По данным Музея глазированных сырков, глазированные сырки производятся более чем в 15 странах мира.
Первые глазированные сырки упаковывались в фольгу, которая не обеспечивала продукту герметичность, поэтому срок годности таких сырков не превышал 3-х дней. После внедрения герметичной упаковки стало возможным без использования консервантов продлить срок хранения сырка до 15 суток.

## Разновидности
Творожные сырки могут быть представлены в различных вариациях:
- Сладкие — с повышенным содержанием жира, жирные, полужирные, обезжиренные
- Солёные — жирные, полужирные, обезжиренные.
- Острые — с сычужными сырами.
- Глазированные — сырки с повышенным содержанием жира, покрытые шоколадной глазурью. Стандартная масса сырка 50 г.

## История
Творожные сырки впервые начали производиться в СССР в 1930-х годах. В начале 1990-х годов сырки вновь появились на прилавках, ассортимент состоял из двух видов: ванильный и какао.
По словам Бориса Юрьевича Александрова, основателя именитого бренда сырков, в странах Балтии располагалось шесть линий по производству сырков, в Беларуси — девять. В конце 1980-х годов глазированные сырки в СССР были дефицитом, как и многие молочные продукты. В начале 1990-х годов сырки вновь появились на прилавках, ассортимент состоял из двух видов: ванильный и какао. После 1995 года резко увеличилось количество производителей, и выбор сырков также значительно расширился: появились сырки с наполнителями (сгущённое молоко и пр.).

## Галерея

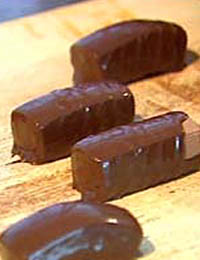
Сырок на производственной линии заливки шоколадом
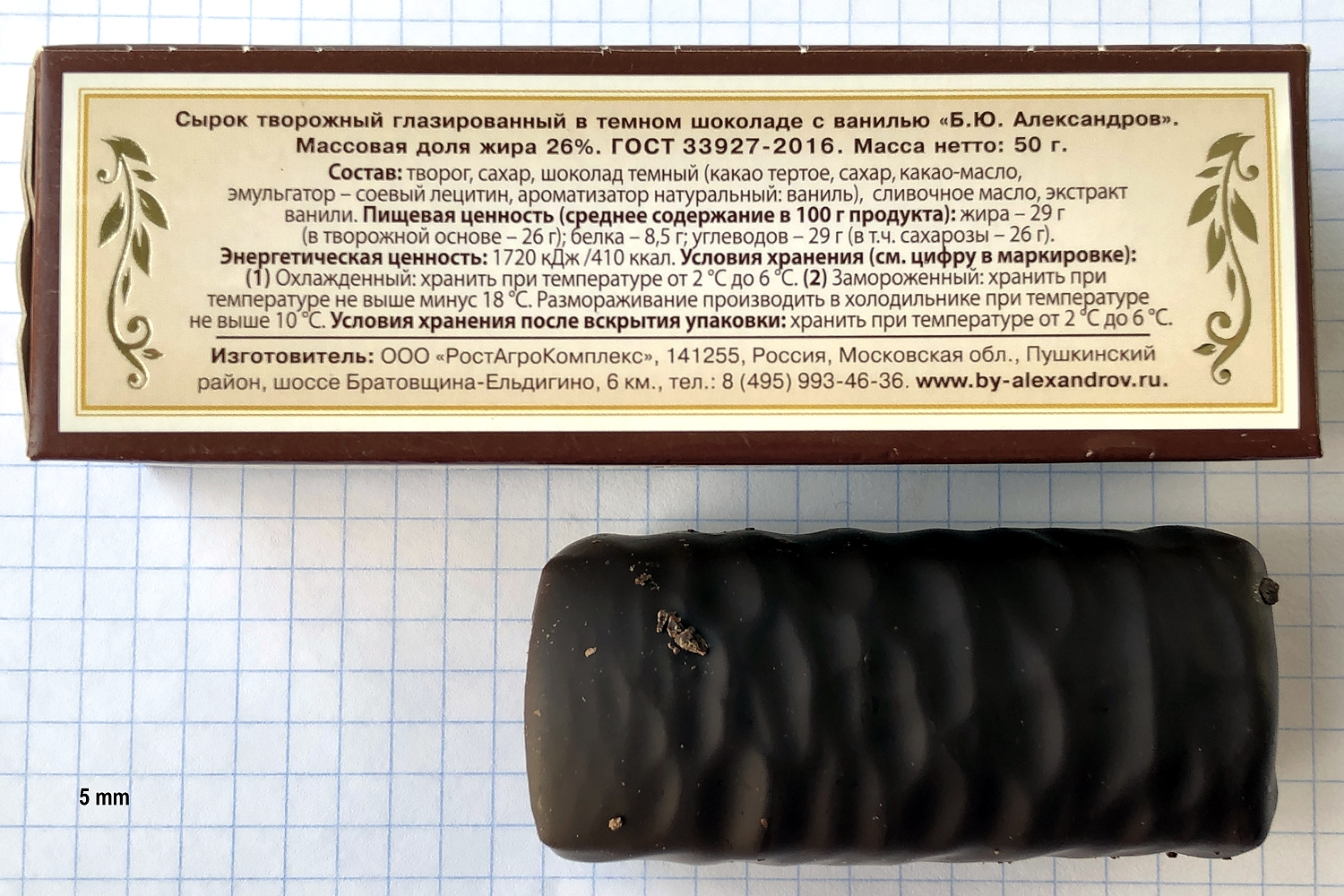
Сырок и упаковка
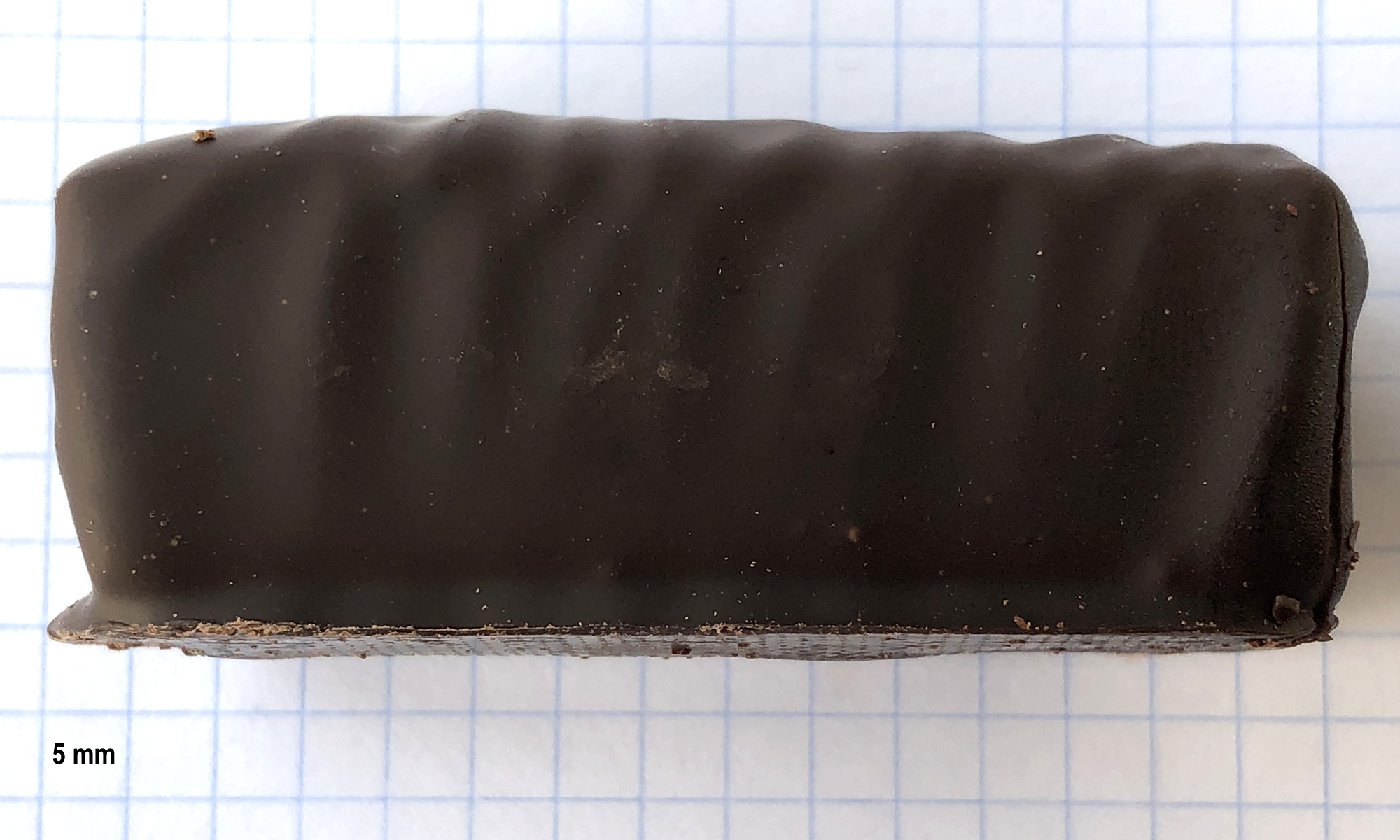
Глазированный тёмным шоколадом творожный сырок (вид сбоку)
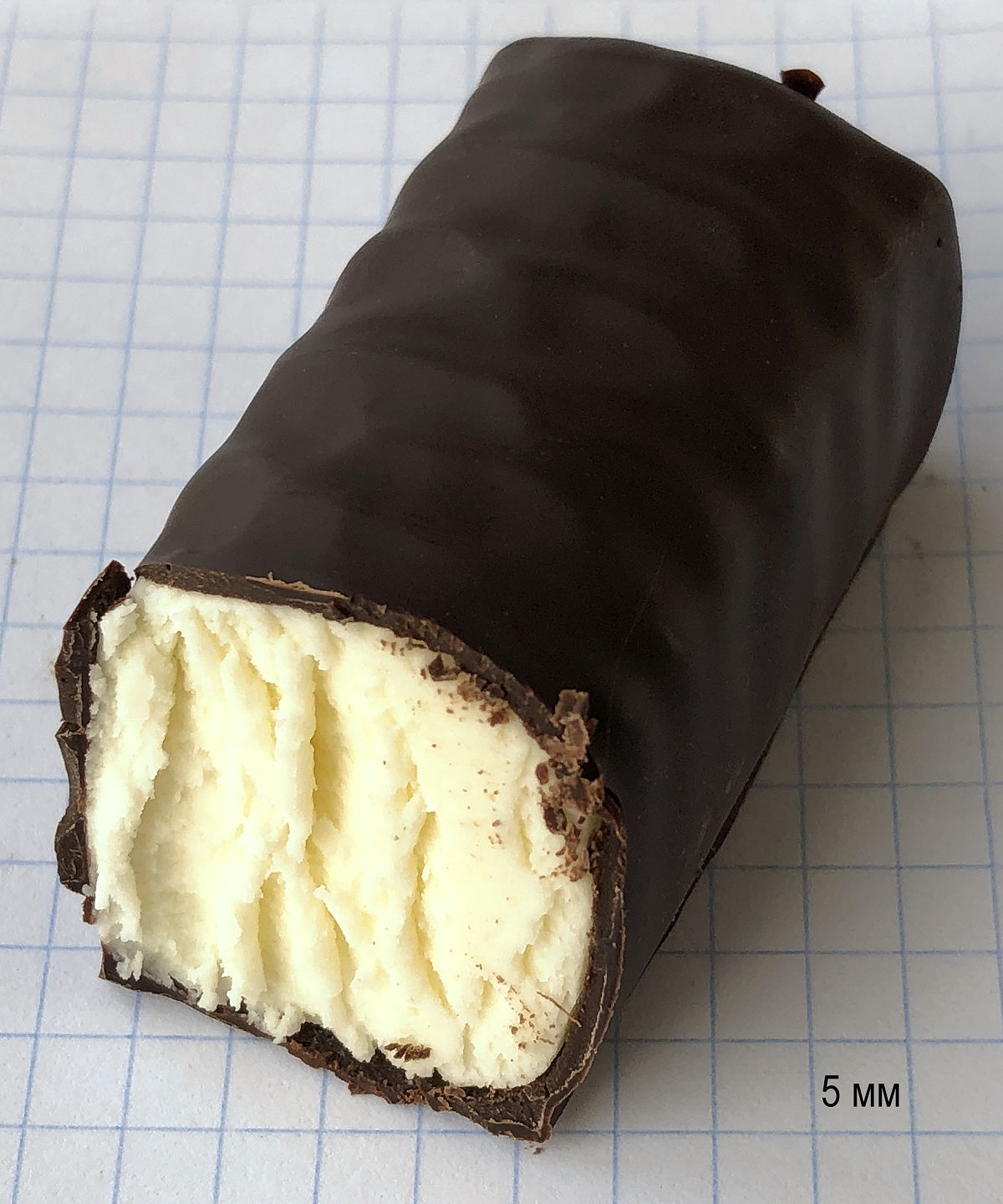
Сырок в разрезе
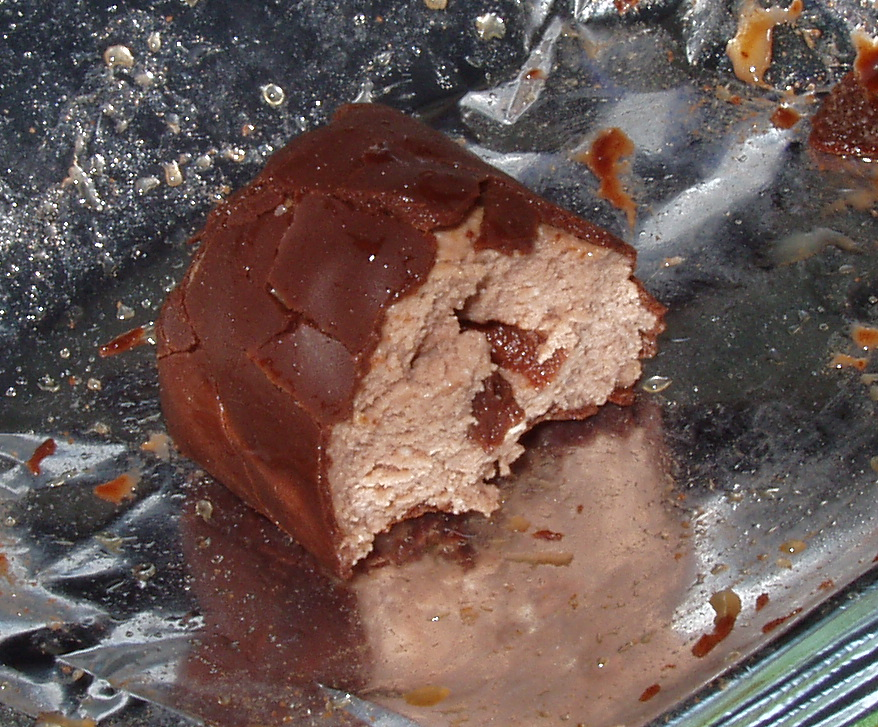
Сырок с добавками
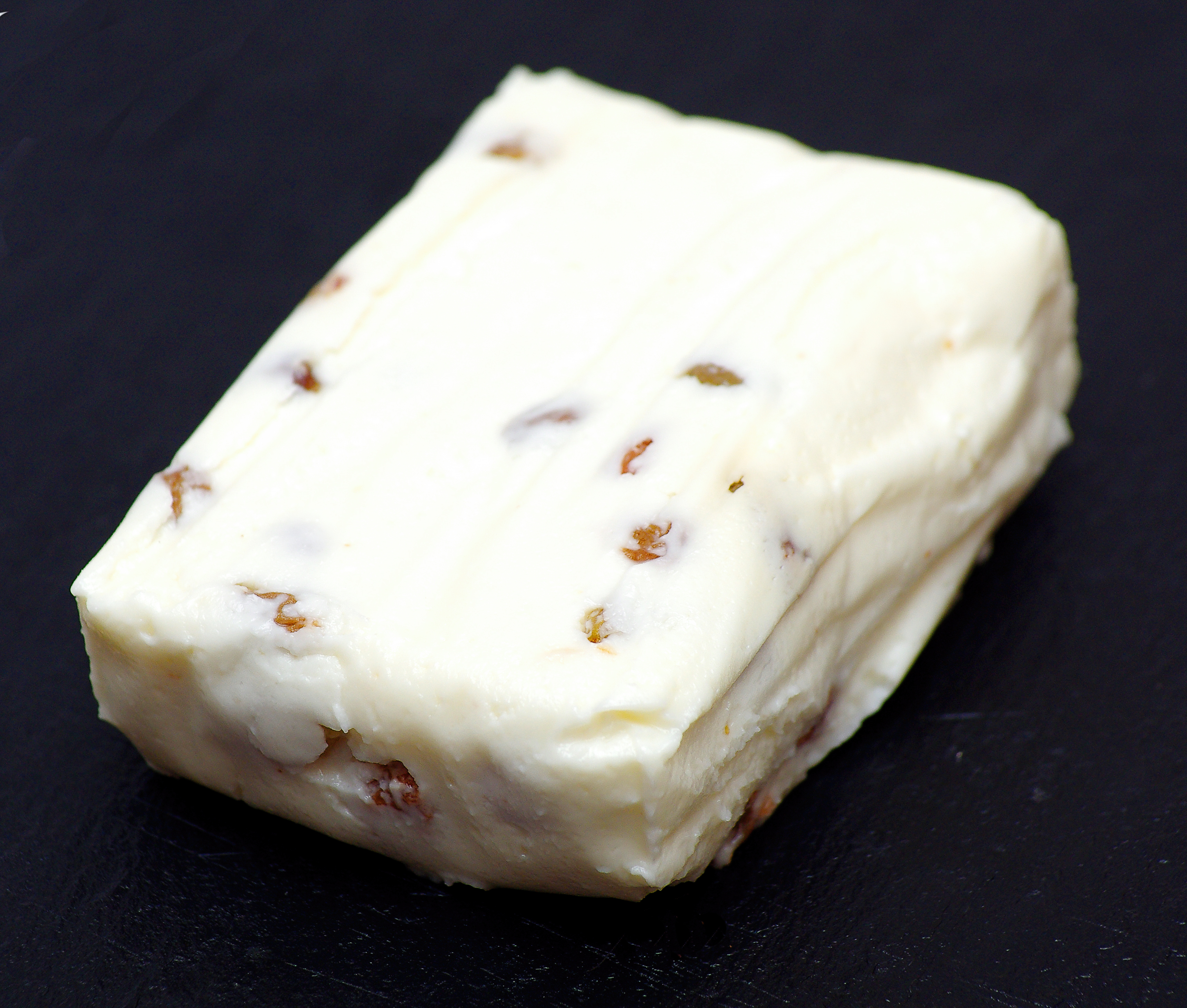
Сырок творожный неглазированный с изюмом